# 6 Pułk Lotnictwa Myśliwsko-Bombowego

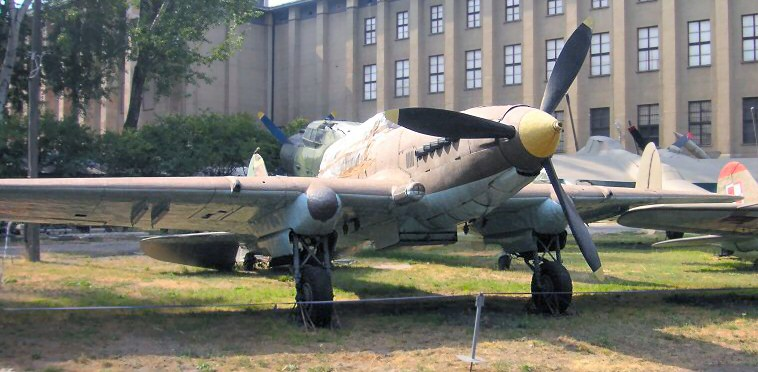
Ił-2

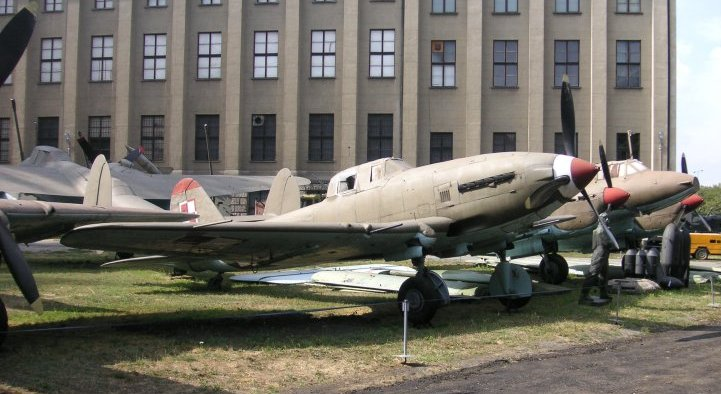
Ił-10

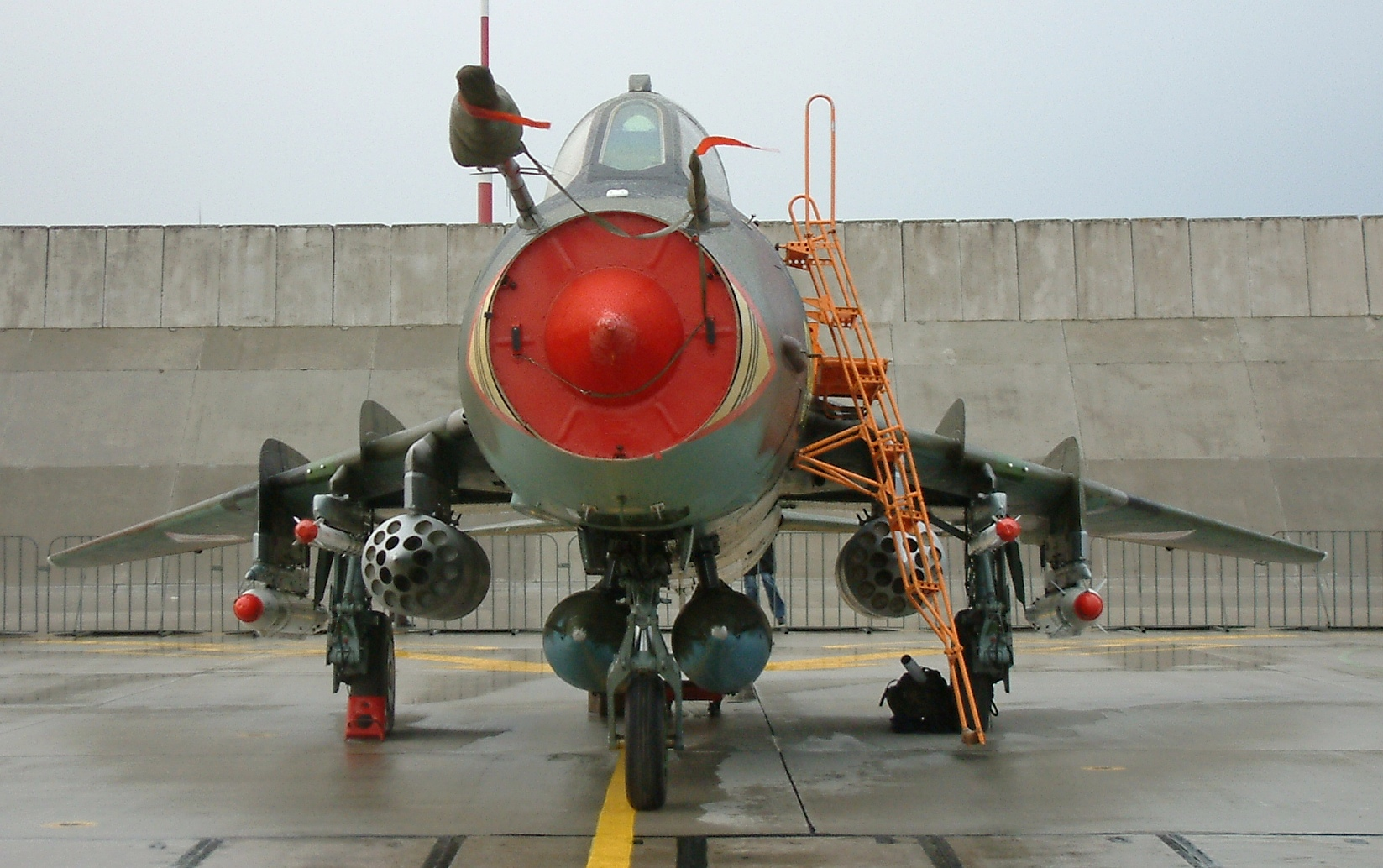
Su-22

6 Pułk Lotnictwa Myśliwsko-Bombowego (6 plmb) – oddział lotnictwa myśliwsko-bombowego Wojska Polskiego.

## Formowanie i zmiany organizacyjne
12 października 1944 roku w Biełyj Kołodiec nieopodal Wołczańska na bazie radzieckiego 658 Siedleckiego Pułku Lotnictwa Szturmowego sformowany został 6 Pułk Lotnictwa Szturmowego. Pułk wszedł w skład 2 Dywizji Lotnictwa Szturmowego.
Po zakończeniu działań bojowych pułk został przebazowany na lotnisko w Ujeździe, pozostając w składzie 2 Brandenburskiej Dywizji Lotnictwa Szturmowego. 6 czerwca 1945 r. jednostkę przeformowano na 6 Szturmowy Pułk Lotniczy
W 1946 roku pułk wszedł w skład 2 Szturmowej Dywizji Lotniczej. Nowy etat przewidywał 305 żołnierzy zawodowych i 1 pracownik kontraktowy. Jednostka stacjonowała na lotnisku w Tomaszowie Mazowieckim.
W 1950 roku pułk wszedł w skład nowo formowanej 8 Dywizji Lotnictwa Szturmowego, a od 1 września 1950 roku do 1957 roku ponownie nosił nazwę – 6 Pułk Lotnictwa Szturmowego. W 1952 roku pułk stanowił bazę dla tworzonej 16 Dywizji Lotnictwa Szturmowego. Od 1952 roku stacjonował na lotnisku wojskowym w Pile.
W 1957 roku została przeformowana w 6 Pułk Lotnictwa Myśliwsko-Szturmowego, a w 1982 roku w 6 Pułk Lotnictwa Myśliwsko-Bombowego.
31 grudnia 1998 roku pułk został rozformowany. Kontynuatorką tradycji 6 Pułku Lotnictwa Myśliwsko-Bombowego została 6 Eskadra Lotnictwa Taktycznego.

## Odznaka pułkowa
Podstawę odznaki o wymiarach 40×38 mm stanowi duża złota cyfra 6 w kolorze, na którą nałożony jest srebrny orzeł w locie, trzymający w szponach inicjały pułku plmb pokryte niebieską emalią, z białymi krawędziami. Odznakę zaprojektował Dariusz Boiński i Andrzej Górny, a wykonana została w pracowni grawerskiej Elżbiety Graczyk w Poznaniu.

## Dowódcy pułku
Wykaz dowódców pułków podano za: Józef Zieliński [red.]: Polskie lotnictwo wojskowe 1945–2010. s. 121.
- ppłk pil. Edward Wijak[e] (1944–1947)
- mjr pil. Jan Raczkowski 1948
- ppłk pil. Wiktor Parszykow (1949–1951)
- ppłk pil. Aleksander Dufajn (1951–1954)
- mjr pil. Stanisław Radyno (1954–1957)
- ppłk pil. Stanisław Łazarz (1957–1959)
- ppłk pil. Ryszard Darski (1959–1962)
- płk pil. Jan Głodek (1963–1972)
- ppłk pil. Leopold Szargut (1972–1974)
- ppłk pil. Edward Hyra (1975–1978)
- ppłk pil. Zenon Kułaga (1978–1984)
- ppłk pil. Stanisław Czarnecki (1984–1986)
- ppłk pil. Janusz Konieczny (1986–1988)
- ppłk pil. Zenon Smutniak (1988–1990)[f]
- ppłk pil. Wacław Macko (1991–1994)
- płk pil. Stanisław Galiński (1994–1998)

## Wyposażenie
samoloty:
| - Lim-1 - MiG-15 - 31 Su-22M4K | - 5 Su-22U3M - TS-11 Iskra - An-2 |

śmigłowce:
- Mi-2